# Kung Fu Panda 2
Kung Fu Panda 2 je volným pokračováním úspěšného animovaného filmu Kung Fu Panda z roku 2008. Jedná se o 3D film, režie se ujala Jennifer Yuh. Jednotlivým postavám opět propůjčili hlas oblíbení herci, kteří si zopakovali svoje role z prvního dílu. Film měl většinou pozitivní kritiky chválící animaci, dialogy a vývoj postav. Opět se stal kasovním trhákem, celosvětově vydělal 665,7 miliónu dolarů. Film rovněž získal Cenu Akademie (Oscara) v kategorii Nejlepší celovečerní animovaný film.

## Děj
V minulosti v čínském městě Gongman vládli pávi, jenž díky ohňostroji, který sestrojili, potěšovali obyvatele města a dělali je šťastnými. Lord Shen, zlý bílý (albínský) páv, princ, ovšem zjistil, jak ohňostroj použít ke zlu. Věštkyně jeho rodičům řekla, že při pokračování se zlými prostředky ho nakonec porazí "Černobílý bojovník". Shen se o tom však dozvěděl a provedl hrozný čin, napadl pandí vesnici, s účelem pandy vyhladit. Kvůli tomu byl vyhnán z města Gongman, ovšem přísahal, že se vrátí a ovládne celou Čínu.
V současné době panda Po, nyní Dračím bojovníkem, společně se Zuřivou pětkou dohlíží na údolí, ve kterém žije. Na jednu vesnici zaútočí vlci pracující pro Shena, jenž berou kovový materiál. Po a pětka na místo dorazí a bojují s vlky. Při boji Po ovšem spatří na vlkovo brnění červený symbol, přičemž následně vidí sebe jako mládě, jak ho jeho matka opouští. Vlci unikají s ukradeným kovem.
Po se vydá za svým (adoptivním) otcem, panem Pingem pracujícím ve své restauraci, kterému řekne o tom co viděl během boji. Dotknutý Ping Poovi přizná, že ho adoptoval když ho jako mládě našel mezi potravinami, které mu vezli. Po ovšem pořád nechápe celou tu událost a neví "kdo je".
Mezitím se Lord Shen vrací do města Gongmen, kde není vítán. Když se mu postaví velmistr Nosorožec, Shen ho zabije pomocí mocné dělové zbraně, kterou konečně sestrojil. Po a zuřivá pětka se dozví o smrti Nosorožce a o nebezpečné zbrani, díky čemuž může Shen ovládnout Čínu a zničit Kung-fu. Vyrážejí tak Shena zastavit. Během cesty má Po zlý sen o jejich rodičích doprovázený červeným symbolem, který viděl v souboji. Když dorazí do města Gongman, snaží se proplížit do Shenova paláce, ovšem se dozví o mistrech Turovi a Krokodýlovi ve vězení, když ale dorazí, mistři odmítají pomoci. Zde jsou odhaleni vlky a v poutech přivedeni k Shenovi.
Po s pětkou se ale osvobodí z pout a zneškodní Shenovo dělo. Při boji Po však spatří červené oči na ocasu Shena, přičemž pozná, že ho viděl při ztrátě svých rodičů. Shen následně uniká a připravuje více svých děl a střílí na palác aby se zbavil pandy a pětky. Ti vyšplhají na vrchol řítícího se paláce a vyskočí z paláce, čímž uniknou pryč. Shen se chystá k ovládnutí Číny pomocí svých zbraní a ohňostroju a s vlky se na to připravuje. Ve vězení se tygřice ptá Poa, proč nechal Shena uniknout. Po nakonec přizná, že Shen byl svědkem ztráty jeho rodičů a že chce vědět, co se stalo.
Lord Shen mezitím propouští svoji věštkyni. Po a pětka se vydávají za Shenem aby mu zabránili ovládnout Čínu. Po se ho snaží donutit aby vysvětlil, co se tenkrát stalo. Shen mu odpoví, že ho rodiče nemilovali a následně ho střelí svým dělem. Věštkyně, nyní propuštěná Shenem zraněného Poa zachrání. Když se Po probere, ocitne se v opuštěné pandí vesnici. Díky věštkyni zjistí, že když se Shen dozvěděl o "Černobílém bojovníkovi" vyhladil tuto vesnici s vlky, přičemž si Po vzpomene, jak se pro něj tenkrát obětovala matka a opustila ho. Díky těmto vzpomínkám zvládne "vnitřní klid". Věštkyně mu poradí, že je důležité, jak se rozhodne pokračovat dál, a kým se rozhodne být.
Mezitím se Shen vydává na lodích ovládnout Čínu se zajatou Zuřivou pětkou, ale Po zasáhne a pětku osvobodí. Do boje se přidají i mistr Tur, Krokodýl i mistr Shifu, následně se snaží zatarasit cestu pomocí lodí. Lord Shen ale pomocí svého děla rozestřelí barikádu a zraní Poa a ostatní. Na volném moři Po plave na malém voru, přičemž Shen se ho zde snaží zneškodnit svými děly. Po pomocí Vnitřního klidu odráží dělové koule zpět, až nakonec uhodí loď se Shenem a zničí dělo. Shen nechápe, jak se Po vyrovnal se svou krutou minulostí, přičemž Po mu radí, že minulost není důležitá a že se má rozhodnout, "kým se rozhodne být teď". Shen ale na Poa opět zaútočí, přičemž při boji se na Shena zřítí zničené dělo a zabije ho. Po přežije a všichni slaví vítězství dobré strany a záchrany Kung-fu.
Zpátky v údolí se Po vrací do restaurace k (adoptivnímu) tátovi, kterému řekne o svém vítězství a o tom, jak se dostal k Pingovi. Film končí scénou na vzdálenou vesnici se živými pandami, kde se Poův otec dozví, že Po, jeho syn je naživu.

## Obsazení
Film je animovaný, následující přehled tedy uvádí, kdo v originále propůjčil hlas dané postavě.
| Jack Black            | Po               |
| Angelina Jolie        | Mistryně Tygřice |
| Gary Oldman           | Lord Shen        |
| Jackie Chan           | Mistr Opičák     |
| Seth Rogan            | Mistr Kudlanka   |
| Lucy Liu              | Mistryně Zmije   |
| David Cross           | Mistr Jeřáb      |
| Dustin Hoffman        | Mistr Shifu      |
| James Hong            | pan Ping         |
| Michelle Yeoh         | Věštkyně         |
| Danny McBride         | vlčí boss        |
| Dennis Haysbert       | Mistr Buvol      |
| Jean-Claude van Damme | Mistr Krokodýl   |
| Victor Garber         | Mistr Nosorožec  |

Následující přehled uvádí, kdo kterou postavu namluvil v českém dabingu.
| Saša Rašilov       | Po               |
| Tereza Bebarová    | Mistryně Tygřice |
| Aleš Procházka     | Lord Shen        |
| Filip Švarc        | Mistr Opičák     |
| Michal Holán       | Mistr Kudlanka   |
| Nela Boudová       | Mistryně Zmije   |
| Libor Bouček       | Mistr Jeřáb      |
| Otakar Brousek st. | Mistr Shifu      |
| Bohuslav Kalva     | pan Ping         |
| Radana Hermanová   | Věštkyně         |
| Libor Hruška       | vlčí boss        |
| Jiří Schwarz       | Mistr Buvol      |
| Tomáš Racek        | Mistr Krokodýl   |
| Lukáš Hlavica      | Mistr Nosorožec  |